# So Well Remembered
Pour plus de détails, voir Fiche technique et Distribution.
So Well Remembered est un film britannique en noir et blanc réalisé par Edward Dmytryk, sorti en 1947.

## Synopsis
À la fin de la Seconde Guerre mondiale, dans le Lancashire, George Boswell, conseiller municipal, rédacteur en chef et réformateur zélé, se souvient des 26 dernières années de sa vie.

## Fiche technique
- Titre original : So Well Remembered
- Réalisation : Edward Dmytryk
- Scénario : John Paxton d'après le roman de James Hilton
- Producteur : Adrian Scott
- Société de production :
- Photographie : Freddie Young
- Montage : Harry Gerstad
- Musique : Hanns Eisler
- Pays d'origine : Royaume-Uni
- Format : noir et blanc - 1,37:1 - son : Mono
- Durée : 114 min
- Genre : drame, Romance
- Dates de sortie :
  -  Royaume-Uni : 8 juillet 1947
- États-Unis : 4 novembre 1947

## Distribution
- John Mills : George Boswell
- Martha Scott : Olivia
- Patricia Roc : Julie Morgan
- Trevor Howard : Dr Richard Whiteside
- Richard Carlson : Charles Winslow / Charles Winslow Sr.
- Juliet Mills : Jeune Julie
- John Turnbull : Morris
- Ivor Barnard : Spivey
- Frederick Leister : John Channing
- James Hilton : le narrateur (voix)